# 콤팩트 디스크
콤팩트 디스크(영어: Compact Disc)는 광 디스크의 일종으로서 디지털 정보를 저장하는 광 디스크이다. 흔히 영어식 약자인 CD(시디, 문화어: 알판 또는 씨디)라고 부른다. 원래는 오디오, 즉 음악과 같은 소리 정보를 담기 위한 매체였다. 나중에 이 기술은 다른 디지털 정보도 저장하는 기억 장치인 CD-ROM(시디롬)으로도 적용되었다.
콤팩트 디스크는 알루미늄 박막에 레이저로 홈을 파서 신호를 저장하며, 마찬가지로 레이저로 신호를 읽는다. 따라서 자료의 손상이 없는 반영구적 매체이다. 오디오 신호를 담은 콤팩트 디스크, 즉 오디오 CD는 여러 개의 스테레오 트랙으로 나뉘어 있으며, 샘플링 레이트(측정점의 세분율) 44.1 킬로헤르츠(kHz) 16 비트 펄스 부호 변조(PCM) 코딩으로 저장되어 있다. 표준 시디는 주로 지름이 12센티미터 시디를 가리키지만 지름이 8센티인 미니CD(MiniCD)나 명함 크기의 시디도 표준이다. 12센티미터 디스크는 원래 74분의 오디오 신호를 담게 되어 있었으나 최근에는 80분, 심지어는 90분 용량의 CD도 나왔다. LP와 달리 안쪽에서 시작해서 바깥쪽으로 나가면서 신호를 저장하는 방식이다.

## 역사
콤팩트 디스크는 레이저디스크 기술의 부산물이다. 1976년 9월에 소니는 처음으로 광 디지털 오디오 디스크를 시연하였다. 1978년 9월에 150분 재생 시간에 44,056 헤르츠의 샘플링 속도, 16비트 선형 해상도, 크로스 인터리빙 오류 정정 코드를 제공하는 광 디지털 오디오 디스크를 시연하였으며 이는 1982년에 도입한 콤팩트 디스크(CD)의 것과 비슷한 것이었다. 소니의 디지털 오디오 디스크의 자세한 기술 내용은 1979년 3월 13~16일에 개최한 62회 국제 오디오 공학회(AES) 모임 기간 동안 브뤼셀에서 증명되었다. 1979년 3월 8일 필립스는 네덜란드 에인트호번의 "필립스가 콤팩트 디스크를 소개합니다"("Philips Introduce Compact Disc")라는 이름의 콘퍼런스에서 광 디지털 오디오 디스크의 본보기를 시연하였다.
그 뒤 1979년에 소니와 필립스는 기술자들끼리 힘을 합쳐 새로운 디지털 오디오 디스크 설계에 착수하였다. Kees Schouhamer Immink와 도이 도시타다가 이끌었던 연구는 레이저 및 광 디스크 기술을 앞당겼으며 이는 필립스와 소니가 각각 1977년과 1975년에 독립적으로 시작하였다. 실험과 논의가 있던 한 해가 지나 CD의 표준인 레드북(CD-DA)을 만들었다. 필립스는 비디오 레이저디스크 기술을 바탕으로 한 일반적인 제조 공정에 공헌하였다. 또, 필립스는 오랜 시간 재생할 수 있으면서도 긁힘과 손자국과 같은 디스크 결점으로부터의 높은 회복성을 제공하는 EFM(eight-to-fourteen modulation)에 기여하였으며 소니는 오류 정정 방식인 CIRC에 기여하였다.
최초의 CD는 1981년에 독일의 하노버에서 Polydor Pressing Operations사가 출판하였다. 이 디스크에는 베를리너 필하모니커가 연주하고 헤르베르트 폰 카라얀이 지휘한 리하르트 슈트라우스의 Eine Alpensinfonie (알프스 교향곡)을 담고 있었다.
대한민국에서는 1981년 동원전자에서 필립스와 기술도입계약을 체결하여, 이듬해 11월에 디스크와 CD 플레이어를 생산할 예정이었으나, 연기를 거듭한 끝에 무산되었다. 이후 1983년 11월에 금성사에서 대한민국 최초의 CD플레이어 'GCD-600'을 출시하였고, 디스크는 1986년 11월 SKC에서 천안에 첫 생산공장을 준공하여 생산하였다.

## 디스크 모양과 지름
| 물리적 크기         | 오디오 용량 | CD-ROM 데이터 용량 | 참고         |
| ------------------- | ----------- | ------------------ | ------------ |
| 12 cm               | 74–99 분    | 650–870 MB         | 표준 크기    |
| 8 cm                | 21–24 분    | 185–210 MB         | 미니 CD 크기 |
| 85x54 mm - 86x64 mm | ~6 분       | 10-65 MB           | 명함 크기    |

## 형식
- 레드북 (오디오 CD)
- CD 텍스트
- CD+G (CD + 그래픽스)
- CD+EG (콤팩트 디스크 + 익스탠디드 그래픽스)
- SACD (슈퍼 오디오 CD)
- CD-MIDI
- CD-ROM
- 비디오 CD
- 슈퍼 비디오 CD (SVCD)
- 포토 CD
- CD-i
- 강화 CD
- 비닐디스크

## 같이 보기
- 소리 저장
- MP3 CD
- 미니CD
- CD+G
- CD-R 및 CD-RW
- 디스크 이미지 에뮬레이터
- 가상 드라이브
- 듀얼 디스크
- DVD 오디오
- CD 플레이어
- CD 비디오
- Hi-Fi
- 홈 시네마
- 광학 디스크
  - DVD
- 비디오 CD
- 비디오 싱글 디스크
- 레이저 디스크
- 블루레이 디스크
- HDCD